# 坂本晴彦
坂本 晴彦（さかもと はるひこ、1976年5月4日 - ）は、新潟県出身の日本の実業家。アークランズ社長執行役員、代表取締役社長を経て、同社代表取締役会長。
新潟県三条市生まれ。新潟第一高等学校を経て、明治学院大学国際学部卒。 アークランズを坂本商店として創業した坂本守夫の孫。

## 経歴
- 2003年 2月 - アークランズ入社
- 2012年 2月 - ホームセンター本部商品部部長
- 2014年 2月 - 執行役員ホームセンター本部商品第三部長
- 2020年 6月 - 社長執行役員(COO)
- 2021年4月  - ビバホーム代表取締役社長(CEO)[2]
- 2021年5月  - アークランズ代表取締役社長(COO)
- 2025年3月  - アークランズ代表取締役会長(CEO)